# لورنتزانا
لورنتزانا (به ایتالیایی: Lorenzana) یک منطقهٔ مسکونی در ایتالیا است که در Crespina Lorenzana واقع شده‌است. لورنتزانا ۳۲۹ نفر جمعیت دارد و ۱۲۷ متر بالاتر از سطح دریا واقع شده‌است.